# Antal Szendey
Antal Szendey, madžarski veslač, * 7. marec 1915, Erzsébetfalva, † 6. maj 1994, Budimpešta.
Szendey je za Madžarsko nastopil na Poletnih olimpijskih igrah 1936 v Berlinu in na Poletnih olimpijskih igrah 1948 v Londonu. 
Leta 1936 je bil član madžarskega osmerca, ki je končal na petem mestu, na prvih povojnih Olimpijskih igrah pa je veslal v dvojcu s krmarjem, ki je osvojil bronasto medaljo.